# Pitkäluoto (ö i Norra Karelen, Joensuu, lat 62,86, long 29,63)
Pitkäluoto är en ö i Finland. Den ligger i sjön Höytiäinen och i kommunen Polvijärvi i den ekonomiska regionen  Joensuu ekonomiska region  och landskapet Norra Karelen, i den sydöstra delen av landet, 400 km nordost om huvudstaden Helsingfors. Öns area är 11,5 hektar och dess största längd är 1,2 kilometer i nord-sydlig riktning.